# Оскар (кинопремия, 1946)
18-я церемония вручения наград премии «Оскар» за заслуги в области кинематографа за 1945 год состоялась 7 марта 1946 года в Китайском театре Граумана (Лос-Анджелес, США).

## Фильмы, получившие несколько номинаций
| Фильм                                                      | номинации | победы |
| ---------------------------------------------------------- | --------- | ------ |
| • Колокола Святой Марии / The Bells of St. Mary’s          | 8         | 1      |
| • Потерянный уикэнд / The Lost Weekend                     | 7         | 4      |
| • Милдред Пирс / Mildred Pierce                            | 6         | 1      |
| • Заворожённый / Spellbound                                | 6         | 1      |
| • Песня на память / A Song to Remember                     | 6         | -      |
| • Национальный бархат / National Velvet                    | 5         | 2      |
| • Поднять якоря / Anchors Aweigh                           | 5         | 1      |
| • Бог ей судья / Leave Her to Heaven                       | 4         | 1      |
| • Чудо-человек / Wonder Man                                | 4         | 1      |
| • Ключи от царства небесного / The Keys of the Kingdom     | 4         | -      |
| • Любовные письма / Love Letters                           | 4         | -      |
| • История рядового Джо / The Story of G.I. Joe             | 4         | -      |
| • Портрет Дориана Грея / The Picture of Dorian Gray        | 3         | 1      |
| • Южанин / The Southerner                                  | 3         | -      |
| • Цель — Бирма / Objective, Burma!                         | 3         | -      |
| • Дерево растёт в Бруклине / A Tree Grows in Brooklyn      | 2         | 1      |
| • Ярмарка штата / State Fair                               | 2         | 1      |
| • Долина решимости / The Valley of Decision                | 2         | -      |
| • Кукуруза зелена / The Corn Is Green                      | 2         | -      |
| • Медаль за Бенни / A Medal for Benny                      | 2         | -      |
| • Сердце побережья Бэрбери / Flame of Barbary Coast        | 2         | -      |
| • Красавица Юкона / Belle of the Yukon                     | 2         | -      |
| • Не могу не петь / Can’t Help Singing                     | 2         | -      |
| • Рапсодия в голубых тонах / Rhapsody in Blue              | 2         | -      |
| • Три кабальеро (м/ф) / The Three Caballeros               | 2         | -      |
| • Сегодня вечером и каждый вечер / Tonight and Every Night | 2         | -      |
| • Почему девушки убегают из дома / Why Girls Leave Home    | 2         | -      |
| • Сан-Антонио / San Antonio                                | 2         | -      |
| • Тысяча и одна ночь / A Thousand and One Nights           | 2         | -      |
| • Они были незаменимыми / They Were Expendable             | 2         | -      |

## Список лауреатов и номинантов
★ Победители выделены отдельным цветом. 
| Категории                                                                       | Лауреаты и номинанты                                                          | Лауреаты и номинанты                                               |
| ------------------------------------------------------------------------------- | ----------------------------------------------------------------------------- | ------------------------------------------------------------------ |
| Лучший фильм                                                                    | ★ Потерянный уикэнд / The Lost Weekend (Paramount)                            | ★ Потерянный уикэнд / The Lost Weekend (Paramount)                 |
| Лучший фильм                                                                    | • Поднять якоря / Anchors Aweigh (Metro-Goldwyn-Mayer)                        |                                                                    |
| Лучший фильм                                                                    | • Колокола Святой Марии / The Bells of St. Mary’s (Rainbow Productions)       |                                                                    |
| Лучший фильм                                                                    | • Милдред Пирс / Mildred Pierce (Warner Bros.)                                |                                                                    |
| Лучший фильм                                                                    | • Заворожённый / Spellbound (Selznick International Pictures)                 |                                                                    |
| Лучший режиссёр                                                                 |                                                                               | ★ Билли Уайлдер за фильм «Потерянный уикэнд»                       |
| Лучший режиссёр                                                                 | • Лео Маккэри — «Колокола Святой Марии»                                       |                                                                    |
| Лучший режиссёр                                                                 | • Кларенс Браун — «Национальный бархат»                                       |                                                                    |
| Лучший режиссёр                                                                 | • Жан Ренуар — «Южанин»                                                       |                                                                    |
| Лучший режиссёр                                                                 | • Альфред Хичкок — «Заворожённый»                                             |                                                                    |
| Лучший актёр                                                                    |                                                                               | ★ Рэй Милланд — «Потерянный уикэнд» (за роль Дона Бирнама)         |
| Лучший актёр                                                                    | • Бинг Кросби — «Колокола Святой Марии» (за роль отца Чака О`Молли)           |                                                                    |
| Лучший актёр                                                                    | • Джин Келли — «Поднять якоря» (за роль Джозефа Брейди)                       |                                                                    |
| Лучший актёр                                                                    | • Грегори Пек — «Ключи от царства небесного» (за роль отца Френсиса Чизхолма) |                                                                    |
| Лучший актёр                                                                    | • Корнел Уайлд — «Песня на память» (за роль Фредерика Шопена)                 |                                                                    |
| Лучшая актриса                                                                  |                                                                               | ★ Джоан Кроуфорд — «Милдред Пирс» (за роль Милдред Пирс)           |
| Лучшая актриса                                                                  | • Ингрид Бергман — «Колокола Святой Марии» (за роль сестры Мэри Бенедикт)     |                                                                    |
| Лучшая актриса                                                                  | • Грир Гарсон — «Долина решимости» (за роль Мэри Рэфферти)                    |                                                                    |
| Лучшая актриса                                                                  | • Дженнифер Джонс — «Любовные письма» (за роль Синглтон / Виктории Морланд)   |                                                                    |
| Лучшая актриса                                                                  | • Джин Тирни — «Бог ей судья» (за роль Эллен Берент Харланд)                  |                                                                    |
| Лучший актёр второго плана                                                      |                                                                               | ★ Джеймс Данн — «Дерево растёт в Бруклине» (за роль Джонни Нолана) |
| Лучший актёр второго плана                                                      | • Михаил Чехов — «Заворожённый» (за роль д-ра Александра Брюлова)             |                                                                    |
| Лучший актёр второго плана                                                      | • Джон Долл — «Кукуруза зелена» (за роль Моргана Эванса)                      |                                                                    |
| Лучший актёр второго плана                                                      | • Роберт Митчем — «История рядового Джо» (за роль лейтенанта Билла Уокера)    |                                                                    |
| Лучший актёр второго плана                                                      | • Дж. Кэррол Нэш — «Медаль за Бенни» (за роль Чарли Мартина)                  |                                                                    |
| Лучшая актриса второго плана                                                    |                                                                               | ★ Энн Ревир — «Национальный бархат» (за роль миссис Браун)         |
| Лучшая актриса второго плана                                                    | • Ив Арден — «Милдред Пирс» (за роль Иды Корвин)                              |                                                                    |
| Лучшая актриса второго плана                                                    | • Энн Блит — «Милдред Пирс» (за роль Веды Пирс)                               |                                                                    |
| Лучшая актриса второго плана                                                    | • Анджела Лэнсбери — «Портрет Дориана Грея» (за роль Сибил Вейн)              |                                                                    |
| Лучшая актриса второго плана                                                    | • Джоан Лорринг — «Кукуруза зелена» (за роль Бэсси Уотти)                     |                                                                    |
| Лучший оригинальный сценарий (англ. Best Writing, Original Screenplay)          | ★ Рихард Швейцер — «Мария-Луиза»                                              | ★ Рихард Швейцер — «Мария-Луиза»                                   |
| Лучший оригинальный сценарий (англ. Best Writing, Original Screenplay)          | • Филип Йордан — «Диллинджер»                                                 |                                                                    |
| Лучший оригинальный сценарий (англ. Best Writing, Original Screenplay)          | • Майлс Коннолли — «Музыка для миллионов»                                     |                                                                    |
| Лучший оригинальный сценарий (англ. Best Writing, Original Screenplay)          | • Милтон Холмс — «Салти О’Рурк»                                               |                                                                    |
| Лучший оригинальный сценарий (англ. Best Writing, Original Screenplay)          | • Гарри Кернитц — «Что дальше, капрал Харгроув?»                              |                                                                    |
| Лучший адаптированный сценарий (англ. Best Writing, Screenplay)                 | ★ Чарльз Брэкетт и Билли Уайлдер — «Потерянный уикэнд»                        | ★ Чарльз Брэкетт и Билли Уайлдер — «Потерянный уикэнд»             |
| Лучший адаптированный сценарий (англ. Best Writing, Screenplay)                 | • Леопольд Атлас, Гай Эндор и Филип Стивенсон — «История рядового Джо»        |                                                                    |
| Лучший адаптированный сценарий (англ. Best Writing, Screenplay)                 | • Рэналд МакДагалл — «Милдред Пирс»                                           |                                                                    |
| Лучший адаптированный сценарий (англ. Best Writing, Screenplay)                 | • Альберт Мальц — «Гордость морской пехоты»                                   |                                                                    |
| Лучший адаптированный сценарий (англ. Best Writing, Screenplay)                 | • Тесс Слесинджер (посмертно) и Фрэнк Дэвис — «Дерево растёт в Бруклине»      |                                                                    |
| Лучший литературный первоисточник (Best Writing, Original Motion Picture Story) | ★ Чарльз Дж. Бут — «Дом на 92-й улице»                                        | ★ Чарльз Дж. Бут — «Дом на 92-й улице»                             |
| Лучший литературный первоисточник (Best Writing, Original Motion Picture Story) | • Томас Монро и Ласло Гёрёг — «Интриги Сьюзен»                                |                                                                    |
| Лучший литературный первоисточник (Best Writing, Original Motion Picture Story) | • Джон Стейнбек и Джек Вагнер — «Медаль за Бенни»                             |                                                                    |
| Лучший литературный первоисточник (Best Writing, Original Motion Picture Story) | • Альва Бесси — «Цель — Бирма»                                                |                                                                    |
| Лучший литературный первоисточник (Best Writing, Original Motion Picture Story) | • Эрнст Маришка — «Песня на память»                                           |                                                                    |

### Другие категории
| Категории                                                        | Лауреаты и номинанты |
| ---------------------------------------------------------------- | --- |
| Лучшая музыка: Саундтрек к драматическому или комедийному фильму | ★ Миклош Рожа — «Заворожённый» |
| Лучшая музыка: Саундтрек к драматическому или комедийному фильму | • Роберт Эмметт Долан — «Колокола Святой Марии»                                                                                                 |
| Лучшая музыка: Саундтрек к драматическому или комедийному фильму | • Луис Форбс — «Миллионы Брюстера» |
| Лучшая музыка: Саундтрек к драматическому или комедийному фильму | • Вернер Янссен — «Капитан Кидд» |
| Лучшая музыка: Саундтрек к драматическому или комедийному фильму | • Рой Уэбб — «Очаровательный домик» |
| Лучшая музыка: Саундтрек к драматическому или комедийному фильму | • Мортон Скотт и Р. Дэйл Баттс — «Сердце побережья Бэрбери»                                                                                     |
| Лучшая музыка: Саундтрек к драматическому или комедийному фильму | • Эдвард Дж. Кэй — «Медовый месяц солдата» |
| Лучшая музыка: Саундтрек к драматическому или комедийному фильму | • Луис Эпплбаум и Энн Ронелл — «История рядового Джо»                                                                                           |
| Лучшая музыка: Саундтрек к драматическому или комедийному фильму | • Вернер Янссен — «Гостья в доме» |
| Лучшая музыка: Саундтрек к драматическому или комедийному фильму | • Даниил Амфитеатров — «Приходящая жена» |
| Лучшая музыка: Саундтрек к драматическому или комедийному фильму | • Альфред Ньюман — «Ключи от царства небесного»                                                                                                 |
| Лучшая музыка: Саундтрек к драматическому или комедийному фильму | • Миклош Рожа — «Потерянный уикэнд» |
| Лучшая музыка: Саундтрек к драматическому или комедийному фильму | • Виктор Янг — «Любовные письма» |
| Лучшая музыка: Саундтрек к драматическому или комедийному фильму | • Карл Хаджос — «Человек, который ходил один»                                                                                                   |
| Лучшая музыка: Саундтрек к драматическому или комедийному фильму | • Франц Ваксман — «Цель — Бирма» |
| Лучшая музыка: Саундтрек к драматическому или комедийному фильму | • Александр Тансман — «Paris Underground» |
| Лучшая музыка: Саундтрек к драматическому или комедийному фильму | • Миклош Рожа и Моррис Столофф — «Песня на память»                                                                                              |
| Лучшая музыка: Саундтрек к драматическому или комедийному фильму | • Вернер Янссен — «Южанин» |
| Лучшая музыка: Саундтрек к драматическому или комедийному фильму | • Ханс Дж. Сэлтер — «Эта любовь — наша» |
| Лучшая музыка: Саундтрек к драматическому или комедийному фильму | • Герберт Стотхарт — «Долина решимости» |
| Лучшая музыка: Саундтрек к драматическому или комедийному фильму | • Артур Ланж и Хьюго Фридхофер — «Женщина в окне»                                                                                               |
| Лучшая музыка: Саундтрек к музыкальному фильму                   | ★ Джордж Столл — «Поднять якоря» |
| Лучшая музыка: Саундтрек к музыкальному фильму                   | • Артур Ланж — «Красавица Юкона» |
| Лучшая музыка: Саундтрек к музыкальному фильму                   | • Джером Керн (посмертно) и Ханс Дж. Сэлтер — «Не могу не петь»                                                                                 |
| Лучшая музыка: Саундтрек к музыкальному фильму                   | • Мортон Скотт — «Hitchhike to Happiness» |
| Лучшая музыка: Саундтрек к музыкальному фильму                   | • Роберт Эмметт Долан — «Зажигательная блондинка»                                                                                               |
| Лучшая музыка: Саундтрек к музыкальному фильму                   | • Рэй Хайндорф и Макс Стайнер — «Рапсодия в голубых тонах»                                                                                      |
| Лучшая музыка: Саундтрек к музыкальному фильму                   | • Альфред Ньюман и Чарльз Хендерсон — «Ярмарка штата»                                                                                           |
| Лучшая музыка: Саундтрек к музыкальному фильму                   | • Эдвард Дж. Кэй — «Sunbonnet Sue» |
| Лучшая музыка: Саундтрек к музыкальному фильму                   | • Чарльз Уолкотт, Эдвард Х. Пламб и Пол Дж. Смит — «Три кабальеро»                                                                              |
| Лучшая музыка: Саундтрек к музыкальному фильму                   | • Марлин Скайлз и Моррис Столофф — «Сегодня вечером и каждый вечер»                                                                             |
| Лучшая музыка: Саундтрек к музыкальному фильму                   | • Уолтер Грин — «Почему девушки убегают из дома»                                                                                                |
| Лучшая музыка: Саундтрек к музыкальному фильму                   | • Рэй Хайндорф и Луис Форбс — «Чудо-человек» |
| Лучшая песня к фильму                                            | ★ It Might As Well Be Spring — «Ярмарка штата» — музыка: Ричард Роджерс, слова: Оскар Хаммерстайн II                                            |
| Лучшая песня к фильму                                            | • Accentuate the Positive — «Сюда набегают волны» — музыка: Гарольд Арлен, слова: Джонни Мёрсер                                                 |
| Лучшая песня к фильму                                            | • Anywhere — «Сегодня вечером и каждый вечер» — музыка: Жюль Стайн, слова: Сэмми Кан                                                            |
| Лучшая песня к фильму                                            | • Aren’t You Glad You’re You — «Колокола Святой Марии» — музыка: Джимми Ван Хэйсен, слова: Джонни Бурк                                          |
| Лучшая песня к фильму                                            | • The Cat and the Canary — «Почему девушки убегают из дома» — музыка: Джей Ливингстон, слова: Рэй Эванс                                         |
| Лучшая песня к фильму                                            | • Endlessly — «Earl Carroll Vanities» — музыка: Уолтер Кент, слова: Ким Гэннон                                                                  |
| Лучшая песня к фильму                                            | • I Fall in Love Too Easily — «Поднять якоря» — музыка: Жюль Стайн, слова: Сэмми Кан                                                            |
| Лучшая песня к фильму                                            | • I’ll Buy That Dream — «Sing Your Way Home» — музыка: Элли Врубель, слова: Херб Магидсон                                                       |
| Лучшая песня к фильму                                            | • Linda — «История рядового Джо» — музыка и слова: Энн Ронелл                                                                                   |
| Лучшая песня к фильму                                            | • Love Letters — «Любовные письма» — музыка: Виктор Янг, слова: Эдвард Хейман                                                                   |
| Лучшая песня к фильму                                            | • More and More — «Не могу не петь» — музыка: Джером Керн (посмертно), слова: Э. Й. Харбёрг                                                     |
| Лучшая песня к фильму                                            | • Sleighride in July — «Красавица Юкона» — музыка: Джимми Ван Хэйсен, слова: Джонни Бурк                                                        |
| Лучшая песня к фильму                                            | • So in Love — «Чудо-человек» — музыка: Дэвид Роуз, слова: Лео Робин                                                                            |
| Лучшая песня к фильму                                            | • Some Sunday Morning — «Сан-Антонио» — музыка: Рэй Хайндорф и М. К. Джером, слова: Тед Колер                                                   |
| Лучший монтаж                                                    | ★ Роберт Дж. Керн — «Национальный бархат» |
| Лучший монтаж                                                    | • Гарри Маркер — «Колокола Святой Марии» |
| Лучший монтаж                                                    | • Доан Харрисон — «Потерянный уикэнд» |
| Лучший монтаж                                                    | • Джордж Эми — «Цель — Бирма» |
| Лучший монтаж                                                    | • Чарльз Нельсон — «Песня на память» |
| Лучшая операторская работа (Чёрно-белый фильм)                   | ★ Гарри Стрэдлинг ст. — «Портрет Дориана Грея»                                                                                                  |
| Лучшая операторская работа (Чёрно-белый фильм)                   | • Артур Ч. Миллер — «Ключи от царства небесного»                                                                                                |
| Лучшая операторская работа (Чёрно-белый фильм)                   | • Джон Ф. Зейтц — «Потерянный уикэнд» |
| Лучшая операторская работа (Чёрно-белый фильм)                   | • Эрнест Хэллер — «Милдред Пирс» |
| Лучшая операторская работа (Чёрно-белый фильм)                   | • Джордж Барнс — «Заворожённый» |
| Лучшая операторская работа (Цветной фильм)                       | ★ Леон Шамрой — «Бог ей судья» |
| Лучшая операторская работа (Цветной фильм)                       | • Роберт Х. Плэнк и Чарльз П. Бойл — «Поднять якоря»                                                                                            |
| Лучшая операторская работа (Цветной фильм)                       | • Леонард Смит — «Национальный бархат» |
| Лучшая операторская работа (Цветной фильм)                       | • Тони Гаудио и Аллен М. Дэвей (посмертно) — «Песня на память»                                                                                  |
| Лучшая операторская работа (Цветной фильм)                       | • Джордж Барнс — «Испанские морские владения»                                                                                                   |
| Лучшая работа художника (Чёрно-белый фильм)                      | ★ Уиард Инен (постановщик), А. Роланд Филдс (декоратор) — «Кровь на солнце»                                                                     |
| Лучшая работа художника (Чёрно-белый фильм)                      | • Альберт С. Д’Агостино, Джек Окей (постановщики), Даррел Сильвера, Клод Э. Карпентер (декораторы) — «Рискованный эксперимент»                  |
| Лучшая работа художника (Чёрно-белый фильм)                      | • Джеймс Басеви, Уильям С. Дарлинг (постановщики), Томас Литтл, Фрэнк Э. Хьюз (декораторы) — «Ключи от царства небесного»                       |
| Лучшая работа художника (Чёрно-белый фильм)                      | • Ханс Драйер, Роланд Андерсон (постановщики), Сэм Комер, Рэй Мойер (декораторы) — «Любовные письма»                                            |
| Лучшая работа художника (Чёрно-белый фильм)                      | • Седрик Гиббонс, Ханс Питерс (постановщики), Эдвин Б. Уиллис, Хью Хант, Джон Бонар (декораторы) — «Портрет Дориана Грея»                       |
| Лучшая работа художника (Цветной фильм)                          | ★ Ханс Драйер, Эрнст Фегте (постановщики), Сэм Комер (декоратор) — «Бухта пирата»                                                               |
| Лучшая работа художника (Цветной фильм)                          | • Лайл Р. Вилер, Морис Рэнсфорд (постановщики), Томас Литтл (декоратор) — «Бог ей судья»                                                        |
| Лучшая работа художника (Цветной фильм)                          | • Седрик Гиббонс, Ури МакКлири (постановщики), Эдвин Б. Уиллис, Милдред Гриффитс (декораторы) — «Национальный бархат»                           |
| Лучшая работа художника (Цветной фильм)                          | • Тед Смит (постановщик), Джек МакКонаги (декоратор) — «Сан-Антонио»                                                                            |
| Лучшая работа художника (Цветной фильм)                          | • Стивен Гуссон, Рудольф Стернад (постановщики), Фрэнк Таттл (декоратор) — «Тысяча и одна ночь»                                                 |
| Лучший звук                                                      | ★ RKO Radio Studio Sound Department, звукорежиссёр Стивен Данн — «Колокола Святой Марии»                                                        |
| Лучший звук                                                      | • Republic Studio Sound Department, звукорежиссёр Дэниэл Дж. Блумберг — «Сердце побережья Бэрбери»                                              |
| Лучший звук                                                      | • Universal Studio Sound Department, звукорежиссёр Бернард Б. Браун — «Леди в поезде»                                                           |
| Лучший звук                                                      | • 20th Century-Fox Studio Sound Department, звукорежиссёр Томас Т. Моултон — «Бог ей судья»                                                     |
| Лучший звук                                                      | • Warner Bros. Studio Sound Department, звукорежиссёр Натан Левинсон — «Рапсодия в голубых тонах»                                               |
| Лучший звук                                                      | • Columbia Studio Sound Department, звукорежиссёр Джон П. Ливадари — «Песня на память»                                                          |
| Лучший звук                                                      | • General Service, звукорежиссёр Джек Уитни — «Южанин»                                                                                          |
| Лучший звук                                                      | • Metro-Goldwyn-Mayer Studio Sound Department, звукорежиссёр Дуглас Ширер — «Они были незаменимыми»                                             |
| Лучший звук                                                      | • Walt Disney Studio Sound Department, звукорежиссёр Сэм Слайфилд — «Три кабальеро»                                                             |
| Лучший звук                                                      | • RCA Sound, звукорежиссёр У. В. Вольф — «Three Is a Family»                                                                                    |
| Лучший звук                                                      | • Paramount Studio Sound Department, звукорежиссёр Лорен Л. Райдер — «Невидимое»                                                                |
| Лучший звук                                                      | • Samuel Goldwyn Studio Sound Department, звукорежиссёр Гордон Сойер — «Чудо-человек»                                                           |
| Лучшие спецэффекты                                               | ★ Джон П. Фултон (фотографические эффекты), Артур Джонс (звуковые эффекты) — «Чудо-человек»                                                     |
| Лучшие спецэффекты                                               | • Фред Серсен, Сол Гэльперин (фотографические эффекты), Роджер Хеман ст., Гарри М. Леонард (звуковые эффекты) — «Капитан Эдди»                  |
| Лучшие спецэффекты                                               | • Джек Косгроув (фотографические эффекты) — «Заворожённый»                                                                                      |
| Лучшие спецэффекты                                               | • А. Арнольд Гиллеспи, Дональд Джараус, Роберт МакДональд (фотографические эффекты), Майкл Стейнор (звуковые эффекты) — «Они были незаменимыми» |
| Лучшие спецэффекты                                               | • Лоуренс Батлер (фотографические эффекты), Рэй Бомба (звуковые эффекты) — «Тысяча и одна ночь»                                                 |
| Лучший документальный полнометражный фильм                       | ★ Истинная слава / The True Glory (Правительства Великобритании и Соединенных Штатов)                                                           |
| Лучший документальный полнометражный фильм                       | • Последняя бомба / The Last Bomb (Военно-воздушные силы армии США)                                                                             |
| Лучший документальный короткометражный фильм                     | ★ Гитлер жив / Hitler Lives (продюсер: Гордон Холлингсхед)                                                                                      |
| Лучший документальный короткометражный фильм                     | • Библиотека Конгресса / Library of Congress (United States Office of War Information Overseas Motion Picture Bureau)                           |
| Лучший документальный короткометражный фильм                     | • Вторая мировая: К берегам Иводзимы / To the Shores of Iwo Jima (Корпус морской пехоты США)                                                    |
| Лучший короткометражный фильм, снятый на 1 бобину                | ★ Лестница к свету / Stairway to Light (продюсер: Херберт Молтон, исполнительный продюсер: Джерри Бреслер)                                      |
| Лучший короткометражный фильм, снятый на 1 бобину                | • Along the Rainbow Trail (продюсер: Эдмунд Рээк)                                                                                               |
| Лучший короткометражный фильм, снятый на 1 бобину                | • Screen Snapshots Series 25, No. 1: 25th Anniversary (продюсер: Ральф Стауб)                                                                   |
| Лучший короткометражный фильм, снятый на 1 бобину                | • История собаки / Story of a Dog (продюсер: Гордон Холлингсхед)                                                                                |
| Лучший короткометражный фильм, снятый на 1 бобину                | • White Rhapsody (продюсер: Грантленд Райс) |
| Лучший короткометражный фильм, снятый на 1 бобину                | • Your National Gallery (продюсеры: Джозеф О’Брайэн (посмертно) и Томас Мид)                                                                    |
| Лучший короткометражный фильм, снятый на 2 бобины                | ★ Звезда в ночи / Star in the Night (продюсер: Гордон Холлингсхед)                                                                              |
| Лучший короткометражный фильм, снятый на 2 бобины                | • Пистолет в его руке / A Gun in His Hand (продюсер: Честер М. Франклин, исполнительный продюсер: Джерри Бреслер)                               |
| Лучший короткометражный фильм, снятый на 2 бобины                | • The Jury Goes Round 'N' Round (продюсер: Жуль Уайт)                                                                                           |
| Лучший короткометражный фильм, снятый на 2 бобины                | • Маленькая ведьма / The Little Witch (продюсер: Джордж Темплтон)                                                                               |
| Лучший короткометражный фильм (мультипликация)                   | ★ Соблюдайте тишину / Quiet Please! (продюсер: Фред Куимби)                                                                                     |
| Лучший короткометражный фильм (мультипликация)                   | • Преступление Дональда / Donald’s Crime (продюсер: Уолт Дисней)                                                                                |
| Лучший короткометражный фильм (мультипликация)                   | • Джаспер и бобовый стебель / Jasper and the Beanstalk (продюсер: Джордж Пал)                                                                   |
| Лучший короткометражный фильм (мультипликация)                   | • Жизнь пернатых / Life with Feathers (продюсер: Эдвард Селзер)                                                                                 |
| Лучший короткометражный фильм (мультипликация)                   | • Майти Маус в цыганской жизни / Mighty Mouse in Gypsy Life (продюсер: Пол Терри)                                                               |
| Лучший короткометражный фильм (мультипликация)                   | • Поэт и крестьянин / The Poet and Peasant (продюсер: Уолтер Ланц)                                                                              |
| Лучший короткометражный фильм (мультипликация)                   | • Rippling Romance (Screen Gems) |

### Специальные награды
| Награда                             | Лауреаты |
| ----------------------------------- | --- |
| Специальная награда (Special Award) | ★ Уолтер Вангер — За шесть лет службы в качестве президента Академии кинематографических искусств и наук. (специальная памятная табличка) |
| Специальная награда (Special Award) | ★ Пегги Энн Гарнер — Выдающейся юной актрисе 1945 года. (миниатюрная статуэтка) |
| Специальная награда (Special Award) | ★ фильм «Дом, в котором я живу» — Короткометражный фильм, заслуживающий награды. Продюсеры Фрэнк Росс и Мервин Лерой, режиссёр Мервин Лерой, сценарий Альберта Мальца, песня «The House I Live In», композитора Эрла Робинсона, на слова Льюиса Аллана, в главной роли Фрэнк Синатра, производство «RKO Radio». (сертификаты, позже некоторые заменёны на статуэтки) |
| Специальная награда (Special Award) | ★ Republic Studio, Дэниэл Дж. Блумберг и Republic Studio Sound Department — За создание великолепной музыкальной аудитории, обеспечивающей оптимальные условия для звукозаписи. (сертификаты) |

## Научно-технические награды
| Категории | Лауреаты |
| --------- | --- |
| Class I   | Не присуждалась |
| Class II  | Не присуждалась |
| Class III | • Лорен Л. Райдер, Чарльз Р. Дейли (звуковой отдел студии "Парамаунт" (Paramount Studio Sound Department)) — за дизайн, конструкцию и использование первой управляемой циферблатом пошаговой линейки звуковых каналов и тестовой схемы. (for the design, construction and use of the first dial controlled step-by-step sound channel line-up and test circuit.) |
| Class III | • Майкл С. Лешинг, Бенджамин Си Робинсон, Артур Б. Шателен, Роберт Си Стивенс (20th Century-Fox Studio), Джон Г. Гапстафф (Eastman Kodak Company) — за станок по обработке плёнки студии "20-й век Фокс" (for the 20th Century-Fox film processing machine.) |